# Геленджик

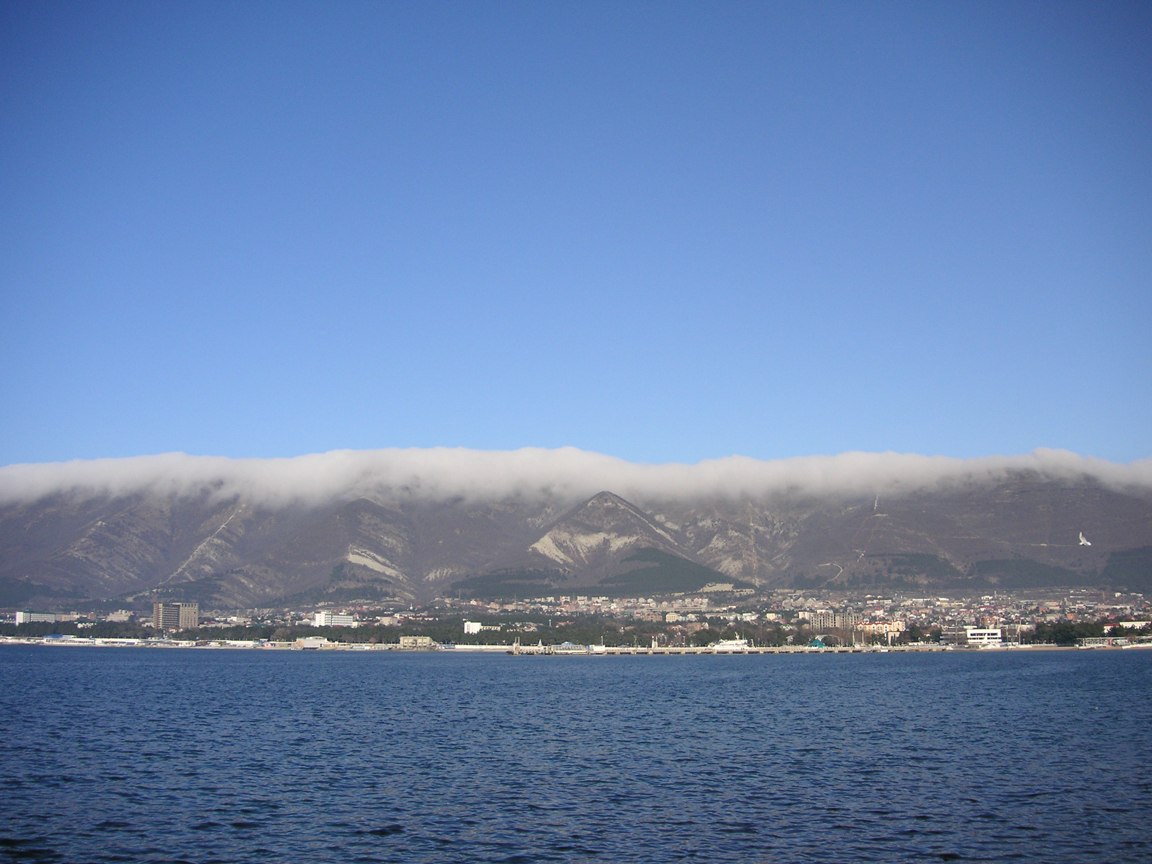
Вид на северо-восточную часть Геленджикской бухты, облачная «борода» над хребтом Маркотх (середина зимы 2006)

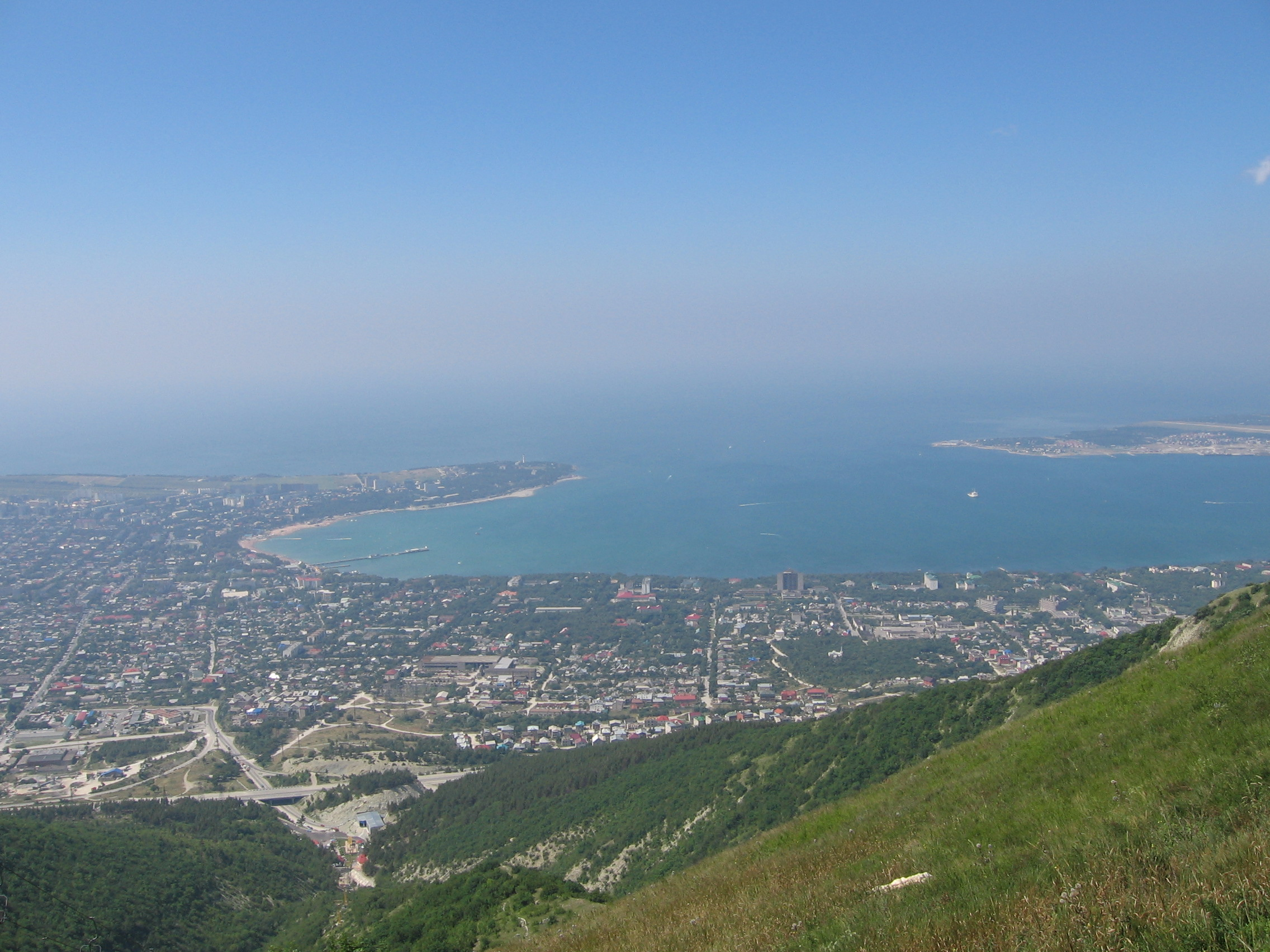
Вид на Геленджикскую бухту с вершины канатной дороги

Геленджи́к — город на юге России, в Краснодарском крае. Административный центр муниципального образования «Город-курорт Геленджик». «Город воинской доблести» (с 2023 года).
Крупный курорт на Черноморском побережье Кавказа. С 23 марта 2001 года является курортом федерального значения.

## География
Город расположен вокруг Геленджикской бухты, у побережья Чёрного моря. Находится у подножия западной части горного хребта Маркотх. Вход в бухту, ширина которой приблизительно равняется морской миле, расположен между двумя мысами: северный называется Тонким мысом, южный — Толстым, поскольку у южного мыса высокий и обрывистый берег. К западу от мыса Тонкого также выделяется Рыбацкая (Голубая) бухта.
Город находится в 25 км к юго-востоку от Новороссийска, в 180 км к юго-западу от Краснодара и в 250 км к северо-западу от Сочи (по дороге).

## Климат
Северная часть Черноморского побережья от Анапы до Туапсе имеет много общего с Южным берегом Крыма. Климат здесь, как в Южном Крыму — субтропический сухой, и представляет собою соединение морского с горным. Климатическая зима отсутствует вовсе или составляет не более 5-7 дней в году. Мягкий и ровный климат Геленджика в ноябре и декабре может нарушаться сильными норд-остами, приносящими резкую перемену погоды. В Геленджике много солнца, при этом наибольшее число солнечных дней приходится на период с марта по октябрь. Небольшие морозы и сильные дожди наблюдаются со второй половины января до половины марта. В остальное время года такие ветры здесь не часты, так как горы, подходя близко к берегу, хорошо защищают Геленджик с северо-востока. По этой же причине норд-осты в Геленджике намного слабее, чем в Новороссийске.
Влияние Чёрного моря на климат
В глубинах Чёрного моря температура никогда не понижается ниже +7 °C. Зимой тёплая вода из глубин поднимается вверх и заменяет собой охлаждённую на поверхности воду, которая опускается вниз. Таким образом, в зимние месяцы из морских глубин тепло всё время подаётся на поверхность, а господствующие в это время года восточные береговые муссоны отгоняют от побережья Кавказа успевшие охладиться воды, вместо которых течение, идущее от берегов Малой Азии, приносит более тёплые воды. Благодаря описанным явлениям, на одной и той же широте в восточной части Чёрного моря зимняя температура, в среднем, выше на 6 °C, чем в западной. В летние месяцы происходит обратное явление: поверхностные слои, нагретые сильнее глубинных, отгоняются от Кавказского побережья ночными бризами и заменяются более холодными нижними слоями воды. Это понижает температуру в жаркие часы дня, когда вместо ночного берегового ветра дует бриз с моря на берег.
| Показатель                    | Янв. | Фев.  | Март | Апр. | Май  | Июнь | Июль | Авг. | Сен. | Окт. | Нояб. | Дек. | Год  |
| ----------------------------- | ---- | ----- | ---- | ---- | ---- | ---- | ---- | ---- | ---- | ---- | ----- | ---- | ---- |
| Абсолютный максимум, °C       | 19,0 | 21,0  | 26,4 | 28,0 | 32,0 | 36,0 | 39,0 | 36,0 | 34,0 | 30,0 | 22,0  | 21,0 | 39,0 |
| Средний суточный максимум, °C | 6,9  | 7,7   | 10,4 | 14,6 | 18,5 | 23,1 | 26,6 | 26,9 | 22,9 | 17,9 | 12,5  | 9,2  | 16,4 |
| Средняя температура, °C       | 2,3  | 2,6   | 5,2  | 11,2 | 16,2 | 20,5 | 23,1 | 22,9 | 18,6 | 12,9 | 8,5   | 4,9  | 12,4 |
| Средний суточный минимум, °C  | 1,3  | 1,7   | 4,3  | 8,4  | 12,4 | 16,8 | 19,9 | 19,7 | 15,4 | 10,7 | 6,3   | 3,5  | 10,0 |
| Абсолютный минимум, °C        | −22  | −15,4 | −8   | −7   | 0,3  | 5,6  | 9,5  | 9,6  | 1,0  | −8,5 | −11,2 | −14  | −22  |
| Норма осадков, мм             | 92   | 74    | 62   | 54   | 53   | 69   | 55   | 56   | 64   | 60   | 85    | 125  | 849  |
| Температура воды, °C          | 8,5  | 7,7   | 8,6  | 11,4 | 16,3 | 21,3 | 24,3 | 25,2 | 22,3 | 18,4 | 14,0  | 10,5 | 15,7 |
| Источник:                     |      |       |      |      |      |      |      |      |      |      |       |      |      |

| Число солнечных дней в Геленджике | Число солнечных дней в Геленджике | Число солнечных дней в Геленджике | Число солнечных дней в Геленджике | Число солнечных дней в Геленджике | Число солнечных дней в Геленджике | Число солнечных дней в Геленджике | Число солнечных дней в Геленджике | Число солнечных дней в Геленджике | Число солнечных дней в Геленджике | Число солнечных дней в Геленджике | Число солнечных дней в Геленджике | Число солнечных дней в Геленджике | Число солнечных дней в Геленджике |
| Месяц                             | Янв                               | Фев                               | Мар                               | Апр                               | Май                               | Июн                               | Июл                               | Авг                               | Сен                               | Окт                               | Ноя                               | Дек                               | Год                               |
| Число солнечных дней в Геленджике | 11                                | 9                                 | 13                                | 12                                | 12                                | 15                                | 18                                | 17                                | 19                                | 18                                | 11                                | 8                                 | 163                               |
| --------------------------------- | --------------------------------- | --------------------------------- | --------------------------------- | --------------------------------- | --------------------------------- | --------------------------------- | --------------------------------- | --------------------------------- | --------------------------------- | --------------------------------- | --------------------------------- | --------------------------------- | --------------------------------- |

## Этимология
Ввиду исторической принадлежности данной местности коренному населению края — адыгам, вероятно топоним Геленджик берёт своё начало от адыгского (натухайского) названия данной местности — «Хъулъыжъий», что в переводе означает — «Маленькое пастбище», где (хъулъы (хъулъэ) — «пастбище» или «поляна», жъий — «маленький».
Также существует версия, согласно которой топоним может происходить от турецкого Gelin — «невеста» + cik — уменьшительно-ласкательный суффикс, то есть — «невесточка». В поддержку романтичной версии, в 2010 году на набережной Геленджика установлена скульптура «Белая невесточка».

## История

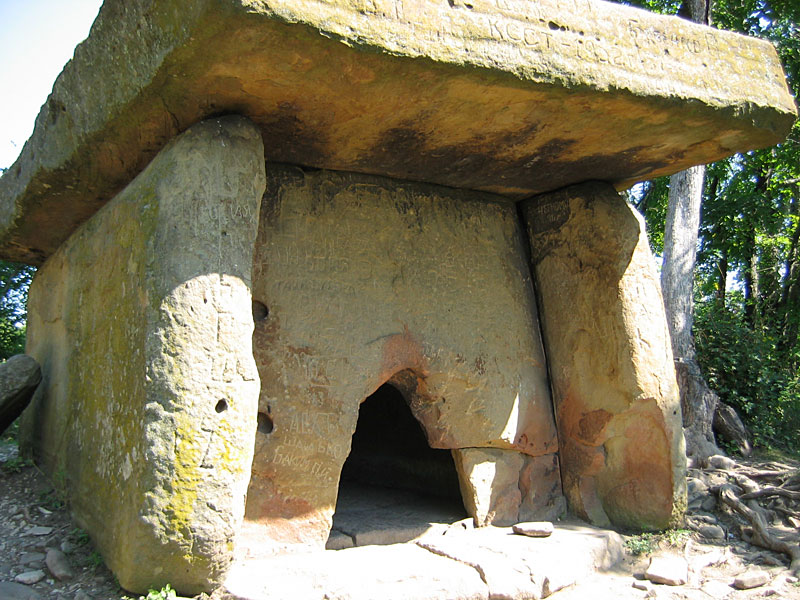
Дольмен в лесу, поблизости от реки Догуаб, в окрестностях Пшады

Черноморское побережье Кавказа было заселено с древнейших времён. Племена бронзового века, которые жили здесь 5 тысяч лет назад, увековечили себя погребальными сооружениями из каменных плит — дольменами.
- В VI веке до н. э. на восточном побережье Тонкого мыса основана греческая колония Торик (др.-греч. Τορικός).
- В 63 году до н. э. основан римский порт Пагры.
- С 45-66 годах н. э. Торик вошёл в состав Боспорского царства.
- В III веке н. э. многие колонии Боспорского царства гибнут в результате набегов готов.
- В IV веке Боспорское царство было уничтожено после вторжения гуннов.
- В VI веке происходит укрепление позиций Византии в северо-восточной части Чёрного моря. По свидетельству раннесредневековых авторов, в этот период в Геленджикской бухте существовала византийская гавань Ептала[источник не указан 1450 дней].
- В 965—968 годах на полуострове Тамань Киевской Русью было основано Тмутараканское княжество. В этот период адыги (черкесы), являющиеся коренным населением края, впервые появляются в российских летописях под наименованием касоги; так, например, в «Слове о полку Игореве» упомянут Редедя — князь касожский.
- Позднее, в связи с усилением половцев и притязаний Византии, в конце XI века Тмутараканское княжество перешло под власть византийских императоров (до 1204 года).
- В средние века в Крыму и на Черноморском побережье Кавказа основываются генуэзские колонии, занимавшиеся торговлей (в том числе работорговлей) с местными народами (зихами). На месте Геленджика генуэзцы основали торговый порт Мавролако.
- В конце XV века генуэзские колонии пришли в упадок, при усилении Османской империи. Геленджикская бухта была занята османами.
- В XVIII ‒ начале XIX века в османской крепости Геленджик располагался невольничий рынок[8][9]. Вплоть до XIX века через Геленджик осуществлялись поставки рабов в Турцию[10]. Работорговля сходит на нет только после российского завоевания[11].
- 2 сентября 1829 года восточное побережье Чёрного моря от устья Кубани до порта Святого Николая (к северу от Батуми) отходит к России по Адрианопольскому мирному договору. Однако местное черкесское население, не признававшие над собой власть как Османской империи, так и Российской, начала активное сопротивление прибывавшим царским войскам.
- 1831 год[12] — генералом Е. А. Берхманом было основано Геленджикское укрепление в составе Черноморской укреплённой береговой линии.
- 1854 год[12] — во время Крымской войны русские вынуждены взорвать и покинуть укрепление. Территория была оккупирована до конца войны подошедшими с юга войсками Османской империи.
- 1857 год — в разрушенную крепость вновь вступили русские войска.
- 1864 год[12], после завершения Кавказской войны и выселения черкесов в пределы Османской империи, была основана станица Геленджикская, в составе Шапсугского берегового батальона (полка).
- 1870 год[12] — после упразднения Шапсугского батальона, станица преобразована в селение Геленджикское в составе Новороссийского отдела Черноморского округа.
- 1896 год — село Геленджик.
- 1900 год — открывается первый частный санаторий.
- 1907 год — побережье Геленджикской бухты официально стало курортным.
- 1913 год — открыт санаторий для детей, больных костным туберкулёзом. В настоящее время он называется ГБУЗ «Детский санаторий для лечения больных с нарушением опорно-двигательного аппарата им. Октябрьской революции». Старое название — ДКТС (детский костно-туберкулёзный санаторий).
- 1915 год[12] — Геленджик получил статус города.
- 1920 год — в Геленджике установлена советская власть, образован Ревком.
- В 1923—1963 годах Геленджик являлся центром Геленджикского района.Памятный знак на месте погрузки войск для высадки десанта на Малую землю

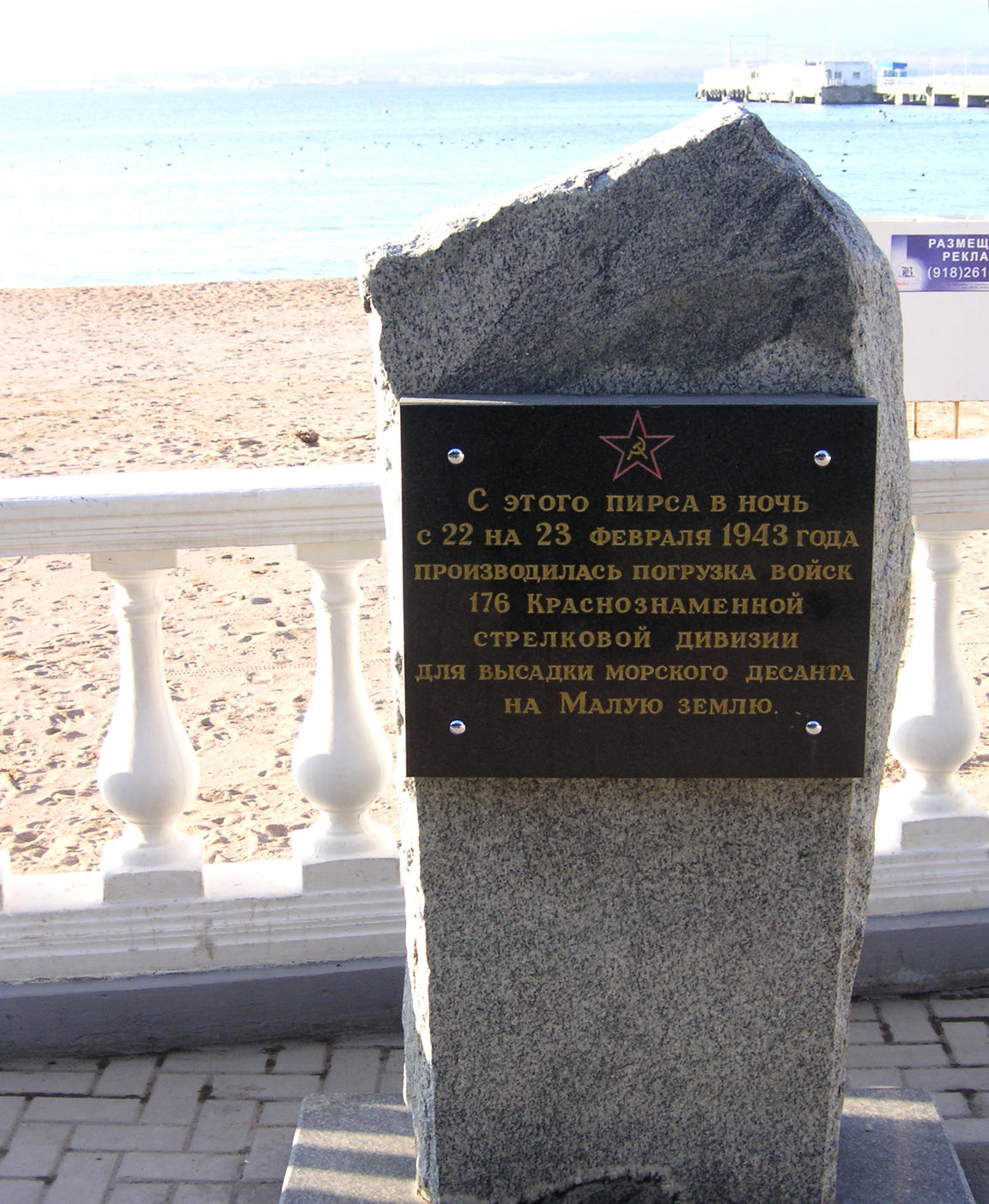
Памятный знак на месте погрузки войск для высадки десанта на Малую землю

- Во время Великой Отечественной войны Геленджик служил тыловым госпитальным центром. Отсюда в феврале 1943 года отряд Куникова отправился на Малую землю. Город сильно пострадал от налётов вражеской авиации.
- После войны город был восстановлен. С тех пор активно развивается курортная база города.
- 1 февраля 1963 года город Геленджик отнесён к категории городов краевого подчинения, а городской Совет депутатов трудящихся передан в подчинение Краснодарскому краевому Совету депутатов трудящихся[13].
- В 1970 году Геленджик стал курортом всесоюзного значения.
- 23 марта 2001 года городу присвоено статус курорта федерального значения.
- 20 апреля 2023 года городу было присвоено почётное звание Краснодарского края «Город воинской доблести»[14].

### История городской символики

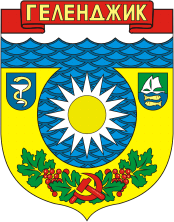
Герб 1972 года
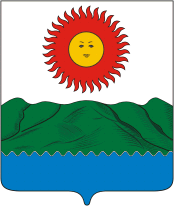
Герб 1998 года
Современный герб

## В жизни и творчестве Лермонтова

Памятник М. Ю. Лермонтову

Поэт Михаил Юрьевич Лермонтов в наказание за своё стихотворение «Смерть поэта» был переведён из лейб-гвардии (где служил корнетом) в Нижегородский драгунский полк действующей армии. По одной из версий, в сентябре 1837 года морским путём из Тамани, поэт прибыл в Геленджик, где тогда располагалась ставка генерала Вельяминова. Тот же путь совершил и один из его литературных персонажей — Григорий Печорин — в романе «Герой нашего времени».
В Геленджике в память об этих обстоятельствах неподалёку от берега Геленджикской бухты был воздвигнут памятник Лермонтову, на постаменте которого помещено факсимиле подписи Лермонтова. Пешеходная набережная, берущая своё начало в этом месте и продолжающаяся далее на северо-запад вдоль бухты, получила название Лермонтовского бульвара.
По вопросу посещения Лермонтовым Геленджика в сентябре 1837 года, среди его биографов нет единогласия. Ираклий Андроников полагал это обстоятельство достоверным.
М. Г. Минеев оспаривал соображения Андроникова, что в Ольгинское укрепление поэт следовал через Тамань, и полагал чрезмерно кружным упоминаемый Андрониковым путь в Тифлис из Ставрополя и Пятигорска через Тамань; вместо этого, ссылаясь на П. А. Висковатова, Минеев полагал, что в период экспедиции (май — сентябрь 1837 года) между Геленджиком и строящимися укреплениями (Новотроицким в устье реки Пшада, и Михайловским в устье реки Вулан) существовало регулярное морское сообщение, и потому Лермонтов, получив отпуск «для отдыха и лечения», мог без труда и быстро попасть в Геленджик, Анапу или Тамань. Но Пётр Ткаченко в книге «На Ольгинском кордоне» упоминает, что Лермонтов, выехав из Пятигорска в отряд в сентябре, действительно прибыл в Тамань из Екатеринодара, переночевав в станице Ивановской.
Г. В. Морозова в своём труде «Встречи Лермонтова с декабристами на Кавказе» утверждает, что Лермонтов поехал через Тамань в Анапу, куда 23 сентября 1837 года прибыл император из Геленджика.
Юрий Беличенко в публикации «Лермонтов. Роман документального поиска», сопоставляя воспоминания императора и самого Лермонтова, приходит к выводу, что поэт приехал в Геленджик из Тамани, либо в день проходившего в непогоду царского смотра, либо сразу после него. А затем, пройдя через горы вместе с походной колонной отряда, сопровождаемой редкими горскими выстрелами, прибыл в Ольгинское укрепление. В. А. Захаров (старший научный сотрудник Центра кавказских исследований МГИМО, автор книги «Летопись жизни и творчества Лермонтова») в интервью Радио России сообщил, что (по его мнению) Лермонтов находился в Тамани, однако не мог попасть из Тамани в Геленджик на пути в Ольгинский редут.

## Управление
Город-курорт Геленджик (город краевого подчинения) как объект административно-территориального устройства Краснодарского края состоит из следующих административно-территориальных единиц — города Геленджик и подчинённых ему 4 сельских округов: Архипо-Осиповский, Дивноморский, Кабардинский, Пшадский. В рамках местного самоуправления эти территории составляют муниципальное образование город-курорт Геленджик со статусом городского округа.

## Население
| 1897    | 1926    | 1931    | 1939    | 1959    | 1967    | 1970    | 1979    | 1989    | 1992    | 1996    | 1998    |
| ------- | ------- | ------- | ------- | ------- | ------- | ------- | ------- | ------- | ------- | ------- | ------- |
| 1800    | ↗4521   | ↗5500   | ↗10 721 | ↗14 131 | ↗22 000 | ↗29 086 | ↗36 533 | ↗47 711 | ↗49 500 | ↗52 000 | ↗53 400 |
| 2000    | 2001    | 2002    | 2003    | 2005    | 2006    | 2007    | 2008    | 2009    | 2010    | 2011    | 2012    |
| ↗54 100 | ↗54 400 | ↘50 012 | ↘50 000 | ↗50 700 | ↗51 300 | ↗51 900 | ↗52 600 | ↗53 111 | ↗54 980 | ↗55 000 | ↗58 058 |
| 2013    | 2014    | 2015    | 2016    | 2017    | 2018    | 2019    | 2020    | 2021    | 2023    | 2024    | 2025    |
| ↗61 391 | ↗65 059 | ↗69 341 | ↗72 030 | ↗74 887 | ↗76 830 | ↗77 212 | ↘76 783 | ↗80 204 | ↗80 296 | ↗80 706 | ↘80 534 |

На 1 января 2025 года по численности населения город находился на 201-м месте из 1124 городов Российской Федерации.
Численность населения городского округа город-курорт Геленджик на 1 января 2025 года составила 117 070 чел.
Национальный состав
По данным Всероссийской переписи населения 2010 года:
| Народ                     | Численность, чел. | Доля от всего населения, % |
| ------------------------- | ----------------- | -------------------------- |
| русские                   | 41 887            | 76,19 %                    |
| греки                     | 2 342             | 4,26 %                     |
| армяне                    | 1 494             | 2,72 %                     |
| украинцы                  | 1 278             | 2,32 %                     |
| другие                    | 2 124             | 3,86 %                     |
| не указана национальность | 5 855             | 10,65 %                    |
| Всего                     | 54 980            | 100,0 %                    |

По итогам переписи населения 2020 года проживали следующие национальности (национальности менее 0,1 % и другое см. в сноске к строке «Другие»):
| Национальность | Численность, чел. | Доля     |
| -------------- | ----------------- | -------- |
| Русские        | 69 876            | 87,12 %  |
| Армяне         | 1489              | 1,86 %   |
| Греки          | 1023              | 1,28 %   |
| Украинцы       | 626               | 0,78 %   |
| Татары         | 430               | 0,54 %   |
| Грузины        | 198               | 0,25 %   |
| Черкесы        | 129               | 0,16 %   |
| Белорусы       | 120               | 0,15 %   |
| Осетины        | 107               | 0,13 %   |
| Узбеки         | 98                | 0,12 %   |
| Азербайджанцы  | 89                | 0,11 %   |
| Другие         | 6019              | 7,50 %   |
| Итого          | 80 204            | 100,00 % |

Занятость
За январь-август 2022 года:
- Численность населения, занятого в экономике — 62,2 тысяч человек.
- Номинальная среднемесячная заработная плата в расчёте на одного работника 46 520 рублей.
- Общая численность официально зарегистрированных безработных — 191 человек.
- Уровень безработицы 0,3 %.

## Естественные условия курорта

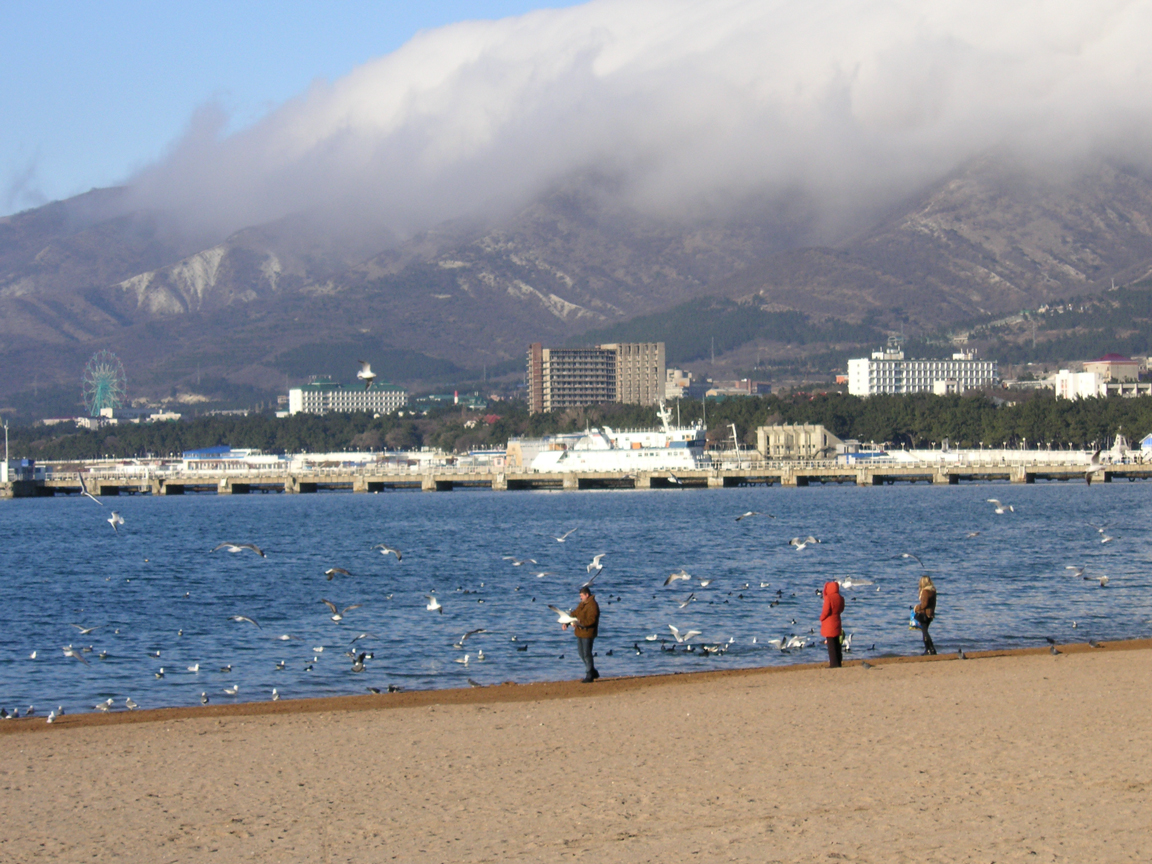
Горожане кормят птиц, пережидающих зиму в Геленджикской бухте

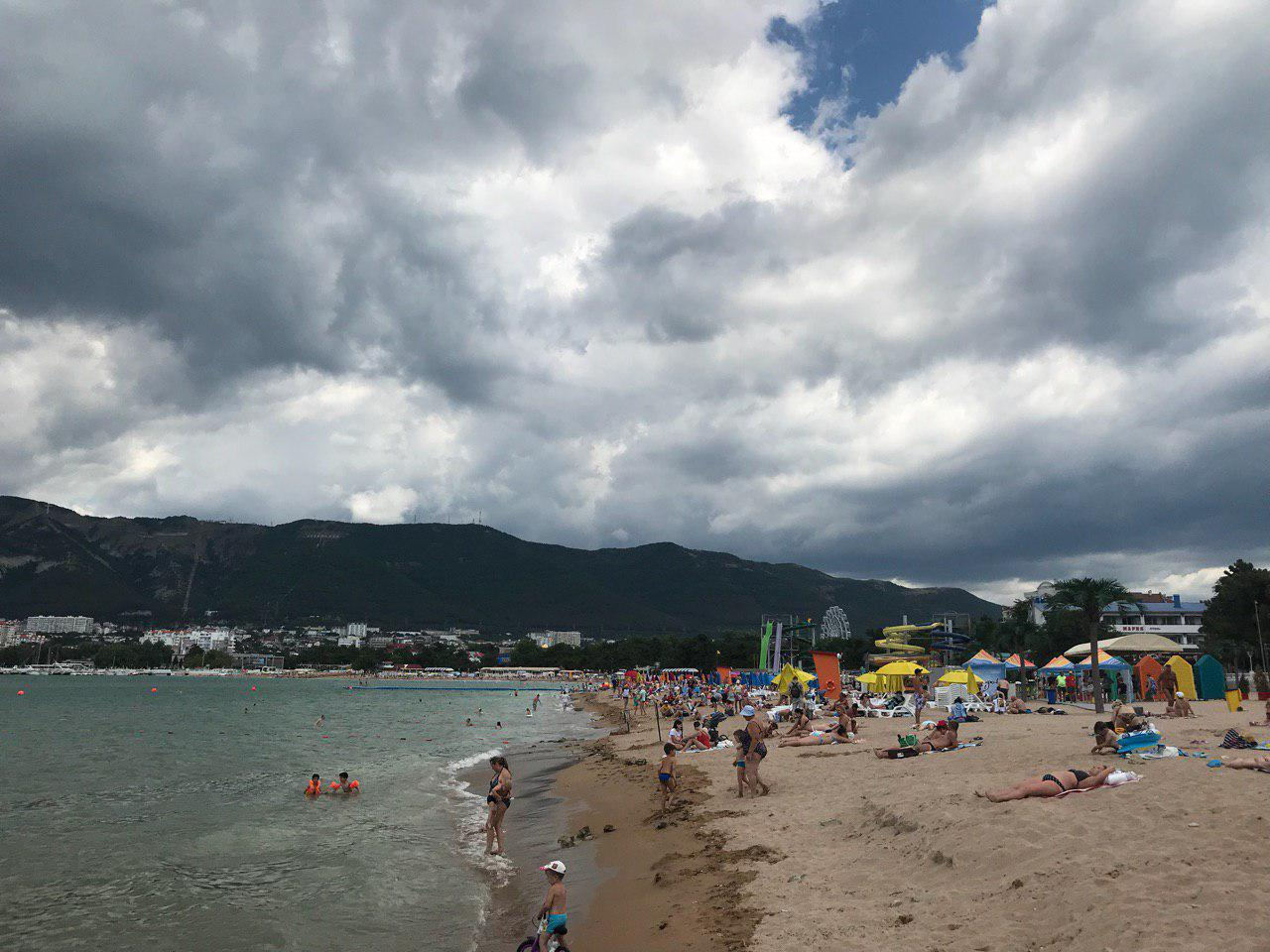
Отдыхающие на городском пляже Геленджика

Благоприятный для отдыха сезон длится с июня по сентябрь (минимум осадков). Купальный сезон — с мая по октябрь (температура морской воды +18…+24 °C).
Береговая полоса курорта Геленджик включает 114 пляжных зон галечного типа, общая протяжённость пляжей составляет 20 423 м. В центре Геленджикской бухты создан искусственный песчаный пляж длиной в 1000 м и площадью 5,5 га.
В настоящее время в Геленджике и его окрестностях зарегистрировано 18 месторождений минеральных вод и 5 самоизливающихся минеральных источников. Здравницами курорта используются гидрокарбонатные хлоридные натриевые воды (минерализация до 2 г/л) с малыми концентрациями брома, йода и бора; йодистые воды Солнцедарского месторождения (минерализация 2—5 г/л) с содержанием йода 10—15 мг/л и брома 7—10 мг/л; йодобромистые (минерализация 15—35 г/л). Налажен промышленный розлив минеральной лечебно-столовой воды «Геленджикская» (гидрокарбонатно-натриевая с высоким содержанием фтора). Столовая минеральная вода «Геленджикская» поступает в розничную продажу. Лечебные грязи привозятся с Таманского полуострова. В санаториях Геленджика проводится лечение больных с заболеваниями сердечно-сосудистой, нервной и эндокринной систем, органов дыхания, опорно-двигательного аппарата.

## Гидрологические условия
По особенностям водного режима, водотоки района — типичные водотоки Черноморского побережья (небольшая длина, высокие уклоны водной поверхности, развитая гидрографическая сеть). Питание водотоков смешанное с преобладанием дождевого.
Водный режим водотоков, типичный для рек Черноморского побережья — паводки в течение всего года с преобладанием в холодный период и меженью в летний период. Годовой ход уровня определяется главным образом продолжительностью и интенсивностью дождей. Максимальные расходы зимних паводков являются, как правило, и годовыми максимумами, но при выпадении в летний период ливневых осадков большой интенсивности могут сформироваться максимальные расходы, превышающие по величине зимние максимумы. Продолжительность паводков невелика и исчисляется иногда часами. Общее количество паводков в течение года колеблется от 12 до 18.

## Экономика
Экономика Геленджика переживает значительное развитие. По удельному весу в общей сумме доходов в бюджет, в структуре отраслей экономики среди плательщиков лидирует курортно-туристический комплекс, второе место занимает торговля и общественное питание, далее идут наука и строительство.
Геленджик имеет собственную пищевую промышленность. Крупнейшее предприятие пищевой промышленности связано с виноделием.
Бюджет Геленджика в 2021 году составлял 3,7 млрд руб. По словам мэра города Алексея Богодистова, с января по ноябрь 2021 года Геленджик посетили более 3,5 млн человек.

## Транспорт

### Автотранспорт
По территории Геленджика проходит федеральная трасса М4 «Дон» (Москва — Новороссийск), основной поток транзитного автотранспорта направляется по объездной дороге между горными хребтами Маркотх и Туапхат (по северо-восточной границе города). Там же (неподалёку от подножия гор) располагается автовокзал, служащий местом отправления и прибытия автобусных рейсов дальнего следования, связывающих Геленджик с Новороссийском и большинством других крупных населённых пунктов Краснодарского края, а также с некоторыми другими городами России (Москва, Ростов-на-Дону, Астрахань и др.)

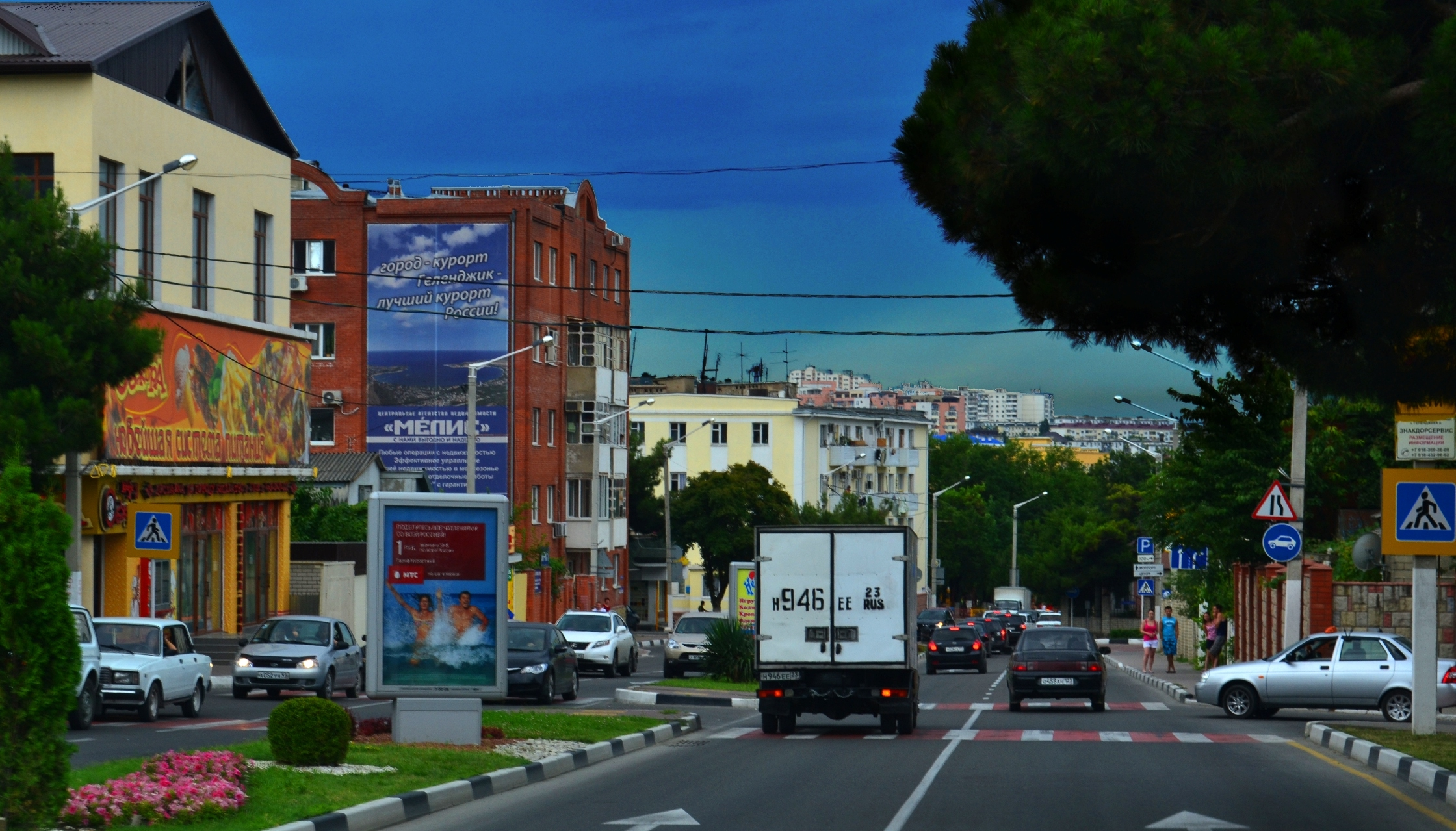
Улица Кирова в Геленджике

Почти все населённые пункты Большого Геленджика (за исключением хутора Афонка) связаны маршрутами пригородных автобусов, отправляющихся с отдельной автостанции, расположенной ближе к центру города. К ней приходят некоторые автобусные рейсы, следующие до Новороссийска.

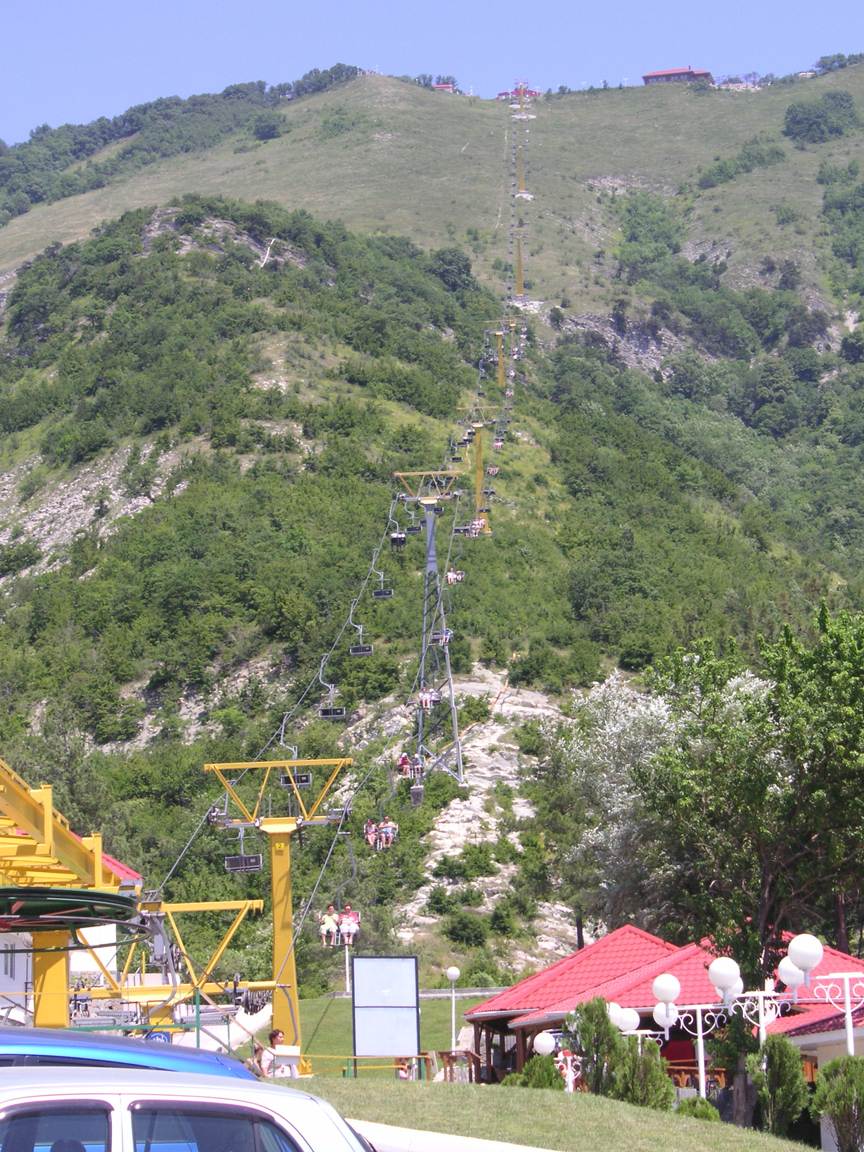
Геленджикская восточная канатная дорога (вид снизу)

В Геленджике работает более десятка внутригородских автобусных линий, проходящих через центр города, их конечные станции располагаются возле гор на обоих мысах, в отдалённых микрорайонах города. В летний сезон из-за наплыва туристов, общественный транспорт бывает несколько перегружен, несмотря на увеличение количества работающих автобусов и уменьшение интервалов их движения. В 2006—2007 годах с маршрутов Геленджика были сняты и утилизированы устаревшие автобусы советской эпохи — Лаз 695н, Лаз 42021 (ХБИ), Икарусы 260 и 280.
На данный момент в городе эксплуатируются автобусы Большого Класса НефАЗ-5299 различных модификаций, автобусы Среднего Класса паз 3204** вектор Некст и автобусы Малого Класса различных марок, с февраля 2022 в эксплуатации находятся автобусы МАЗ-206
Частным извозом (такси) в городе и его окрестностях занимаются несколько конкурирующих организаций и отдельных частных предпринимателей. Некоторые таксисты, специализирующиеся на доставке туристов от основных внешних транспортных узлов (от новороссийского железнодорожного вокзала, от анапского аэропорта), по совместительству являются коммерческими агентами частных гостиниц и туристических фирм.

### Канатные дороги
В Геленджике работают две канатные дороги — «Сафари-парк» и парк отдыха «Олимп». Для туристов, желающих побывать на вершине Маркотхского хребта, организована доставка бесплатными маршрутными такси, которые следуют без остановок (бесплатный проезд обеспечивается доходами, которые приносит канатная дорога). Высота смотровой площадки над уровнем моря в «Сафари-парке» — 650 м, на «Олимпе» — 600 м. Протяжённость подъёма по канатной дороге «Сафари-парка» составляет около 1 650 м, на «Олимпе» — 1 140 м.

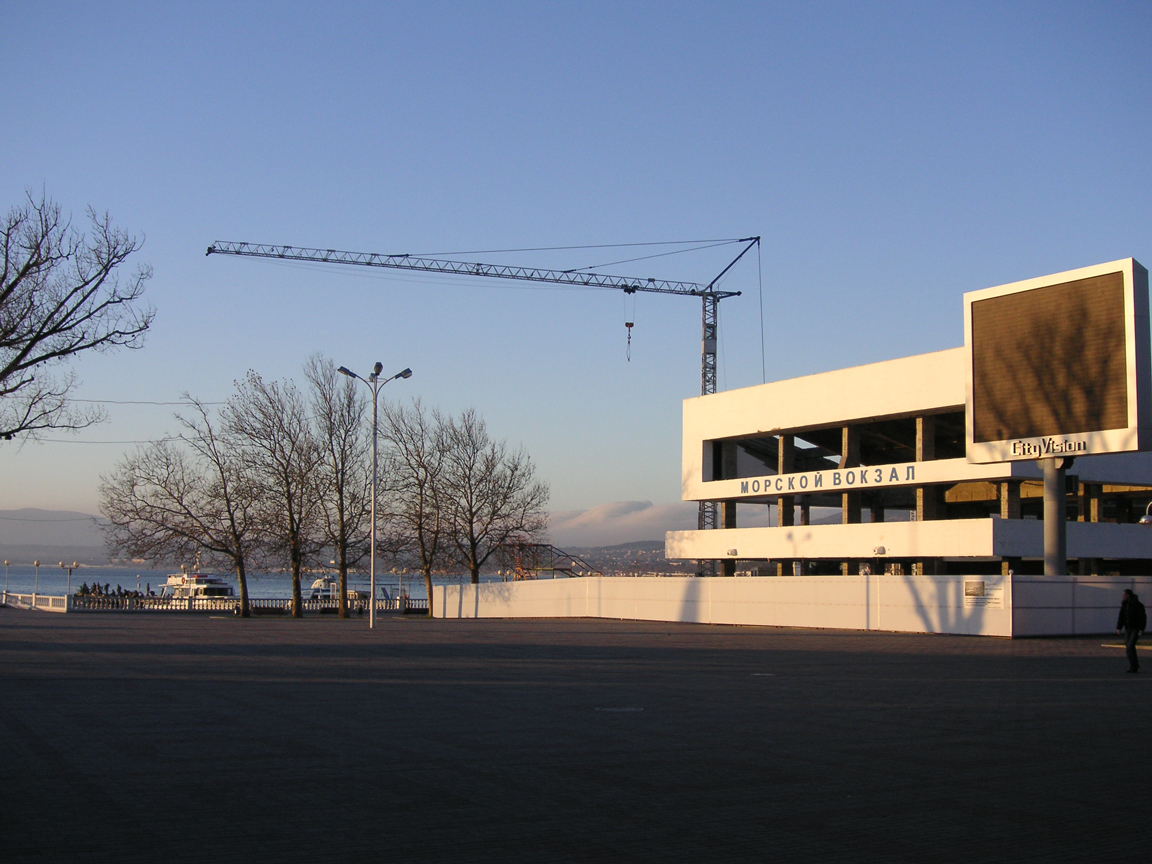
Внешний вид морского вокзала во время его перестройки (январь 2006)

### Морской транспорт
Геленджикская бухта служит местом стоянки научно-исследовательских, рыболовецких и пассажирских судов. Последние используются для доставки туристов по морю к природным достопримечательностям и населённым пунктам, расположенным неподалёку от города на побережье, а также для развлекательных морских прогулок. Здание морского вокзала подвергнуто перестройке и преобразовано в торговый центр. Также действует грузовой порт, который расположен в районе Тонкого мыса. Он в основном специализируется на транзите продуктов сельского хозяйства из Турции. Грузовой порт является одним из крупнейших предприятий города.
В 2018 году в Геленджике началась реконструкция морского порта и строительство самой большой Яхтенной марины в Геленджикском и Анапском районе.

### Воздушный транспорт
29 мая 2010 года после коренной реконструкции вновь открылся для регулярного воздушного сообщения аэропорт Геленджик. В ходе реконструкции построена новая взлётно-посадочная полоса длиной 3100 м и новый аэровокзальный комплекс. Обновлённый аэропорт может принимать самолёты Як-42, Ту-204, Airbus A320, Boeing 757, Boeing 737 и аналогичные.
Из-за вторжения России на Украину с 24 февраля 2022 года был введён запрет на все полёты из аэропорта. Однако, в начале июля 2025 года росавиация сообщила о возобновлении работы аэропорта, начиная с 10 июля того же года.

### Железнодорожный транспорт
Геленджик является единственным курортным городом российской части Черноморского побережья Кавказа, не имеющим прямого железнодорожного сообщения с Москвой и другими городами России. Ближайшая к Геленджику железнодорожная станция находится в Новороссийске (Северо-Кавказская железная дорога).
Существует проект строительства железной дороги Новороссийск — Геленджик. Сроки реализации неизвестны.
Вблизи восточной окраины города находится узкоколейная железная дорога производственного кооператива «Вертикаль».

## Наука и образование
Научные учреждения

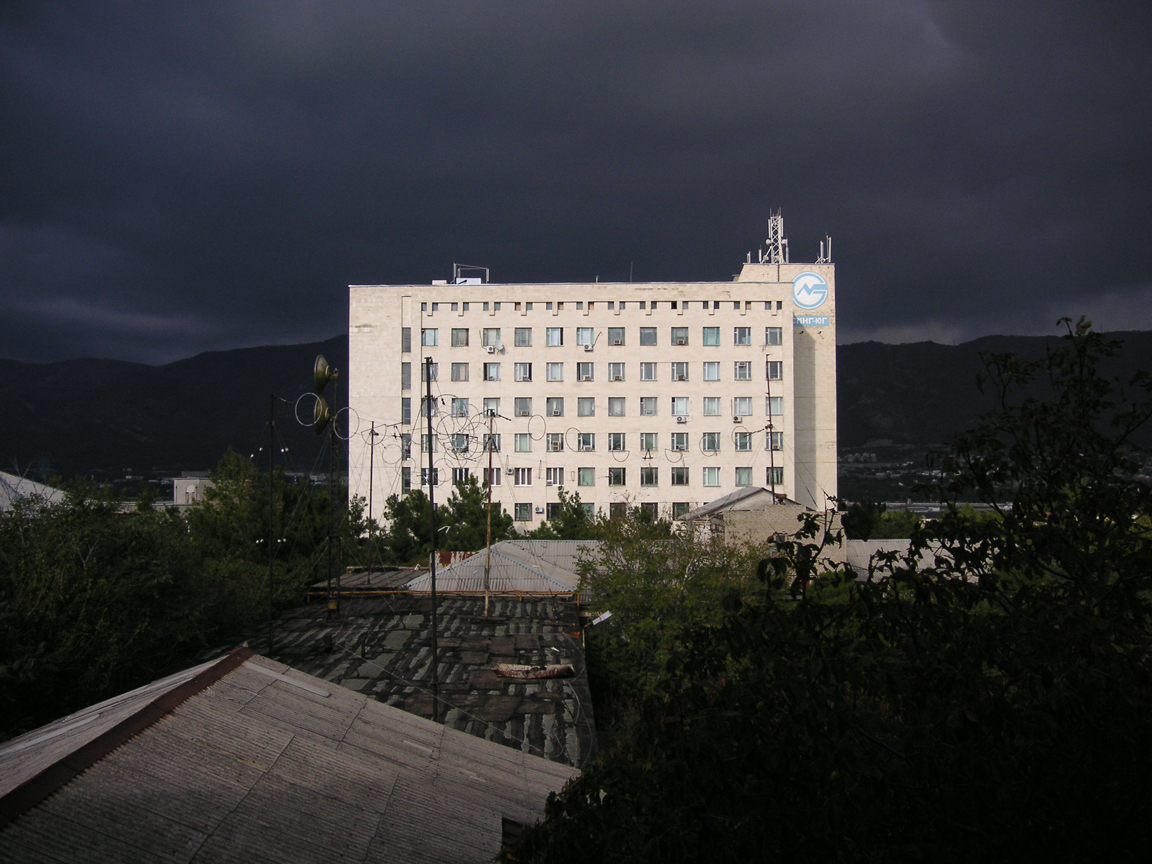
Севморнефтегеофизика-Юг. Вид на здание во время грозы.

- Геленджикский центр климатических испытаний «им. Г. В. Акимова» — ФГУП «Всероссийский научно-исследовательский институт авиационных материалов».
- Севморнефтегеофизика-Юг.
- АО «Южморгеология» (Акционерное общество «Южное научно-производственное объединение по морским геологоразведочным работам») в составе холдинга АО «Росгео»[60]
- Южное отделение Института океанологии имени П. П. Ширшова РАН.

Высшие учебные заведения
- Геленджикский филиал Кубанского государственного университета.
- Филиал Южного федерального университета в городе Геленджик. Ведёт обучение по программам бакалавриата.

Средние специализированные учебные заведения
- Частное учреждение профессиональная образовательная организация «Геленджикский колледж техники, экономики и права».
- Геленджикский филиал государственного бюджетного профессионального образовательного учреждения «Краснодарский торгово-экономический колледж» Краснодарского края.
- Геленджикский филиал государственного бюджетного профессионального образовательного учреждения «Новороссийский медицинский колледж» министерства здравоохранения Краснодарского края.
- Дивноморский филиал негосударственного образовательного учреждения среднего профессионального образования "Северо-Кавказский техникум «Знание».

Общеобразовательные учреждение
В городе действуют 16 средних общеобразовательных школ и 35 дошкольных учреждений (детские садики).
Учреждения дополнительного образования.
В городе действуют 4 учреждения дополнительного образования и 6 специализированных учреждений по физической культуре и спорту.
Учебные учреждения
- Школа Михаила Щетинина.

## Спорт
- Имеется футбольный клуб «Спартак», основанный в 2003 году. Участвует в высшей лиге Краснодарского края среди мужских команд, а также в кубке Краснодарского края. Цвет формы красно-белый. В 2014 году у футбольного клуба появился новый стадион «Спартак».
- Конноспортивный клуб «Аргон». Расположен в селе Адербиевка.
- Центр РФС «Баско». В 1999 году в микрорайоне «Северный» был учреждён Геленджикский городской Центр развития физической культуры и спорта «Баско» (Центр РФС «БАСКО»). В центре осуществляют свою деятельность ДЮСШ по силовым видам спорта, городской клуб инвалидов, оздоровительные группы и Казачий спортивный класс.

## Достопримечательности
Архитектура
- В окрестностях Геленджика расположена резиденция, неофициально называемая «Дворец Путина» (строится с 2005 года в стиле итальянского неоренессанса, архитектор Ланфранко Чирилло). Общая площадь 17 691 м² (территория прилегающей лесной зоны 7 000 га).

Музеи

Памятник героям-победителям

скульптура «Старушка»

- Галерея современного искусства «Белая Лошадь»
- Историко-краеведческий музей;
- Дом-музей писателя Владимира Галактионовича Короленко;

Памятники

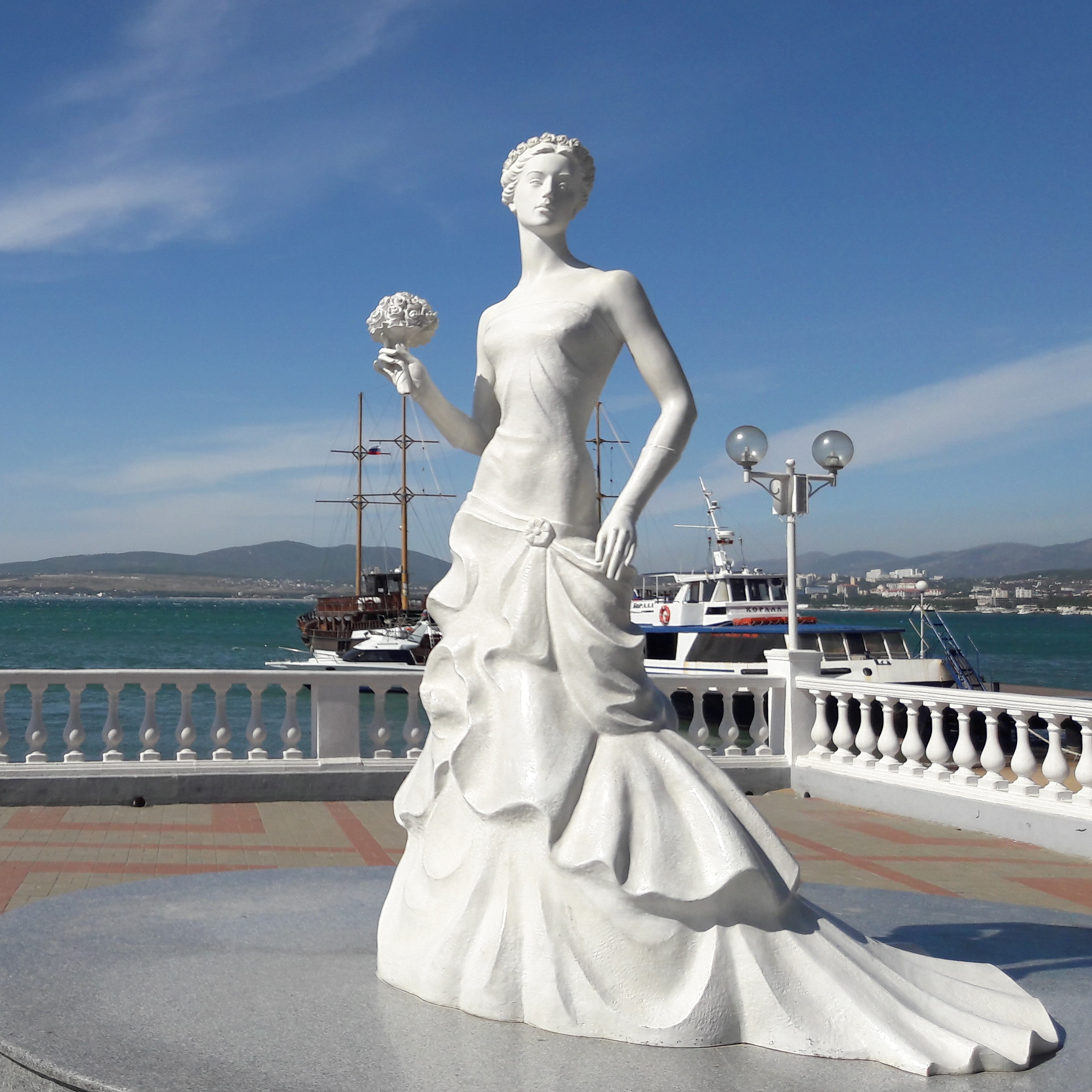
Памятник «Белая невеста», символ Геленджика

памятный знак к 200-летию А. С. Пушкина

- Памятник архитектуры «Арка любви»;
- Памятник Героям-победителям Великой Отечественной войны;
- Памятник «Белая невеста» в центральной части городской набережной;
- Памятный знак к двухсотлетию со дня рождения Александра Сергеевича Пушкина;
- Памятник М. Ю. Лермонтову у входа в одноимённый бульвар;
- Памятник Владимиру Ильичу Ленину, сквер около мэрии города;
- Памятник «Якорь» на набережной Геленджика;
- Памятник героям необъявленных войн;
- Памятник погибшему экипажу сейнера «Топорок», набережная в районе Толстого мыса;
- Скульптура «Кот учёный» на Лермонтовском бульваре городской набережной;
- Скульптура «Флейтист» на центральной набережной, в начале ул. Садовая;
- Скульптура «Золотая рыбка» на центральной набережной;
- Скульптура «Турист» на центральной набережной;
- Скульптурная композиция «Ассоль и Алые паруса» на центральной набережной;
- Скульптура «Старый маячник» на набережной рядом со старинным створным маяком Геленджика;
- Скульптура «Коробейник» у входа на Платановую аллею (ул. Островского);
- Скульптура «Старушка с котом» на пересечении улиц Ленина и Халтурина (скульптор Бабак В. В.) Единственная скульптура установленная будучи украденной у автора.
- Бюст Александра Грина на набережной города недалеко от скульптурной композиции «Ассоль и Алые паруса»[61].

Церковные сооружения

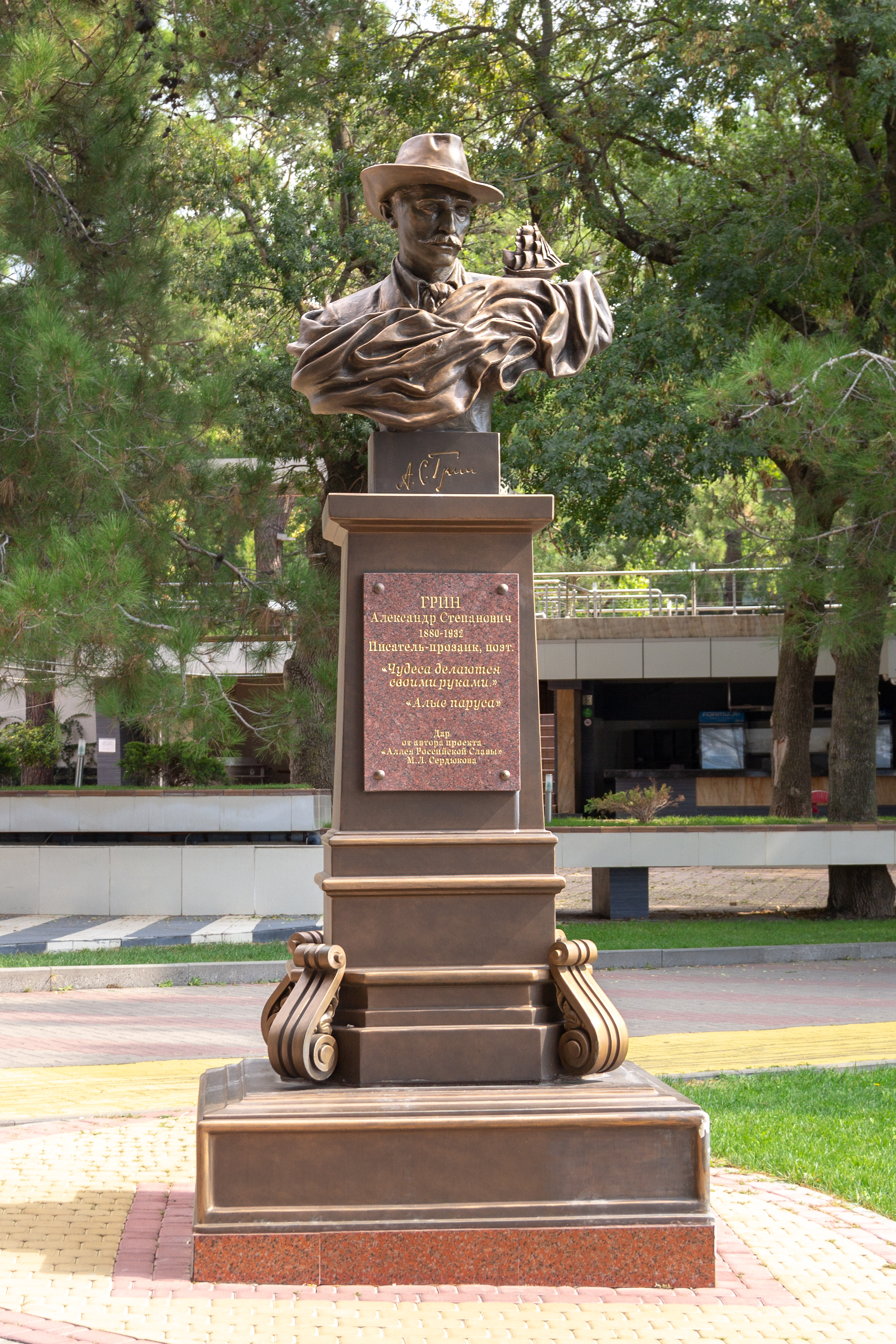
Бюст А. С. Грина в Геленджике

- храм Вознесения Господня (выстроен в 1904—1909 годах);
- церковь Св. Михаила Черниговского на Тонком мысу (1910—1912 гг.; арх. Покровский В. А.);
- Свято-Преображенский храм (построен между 1910 и 1917 годами)[62];

Аквапарки

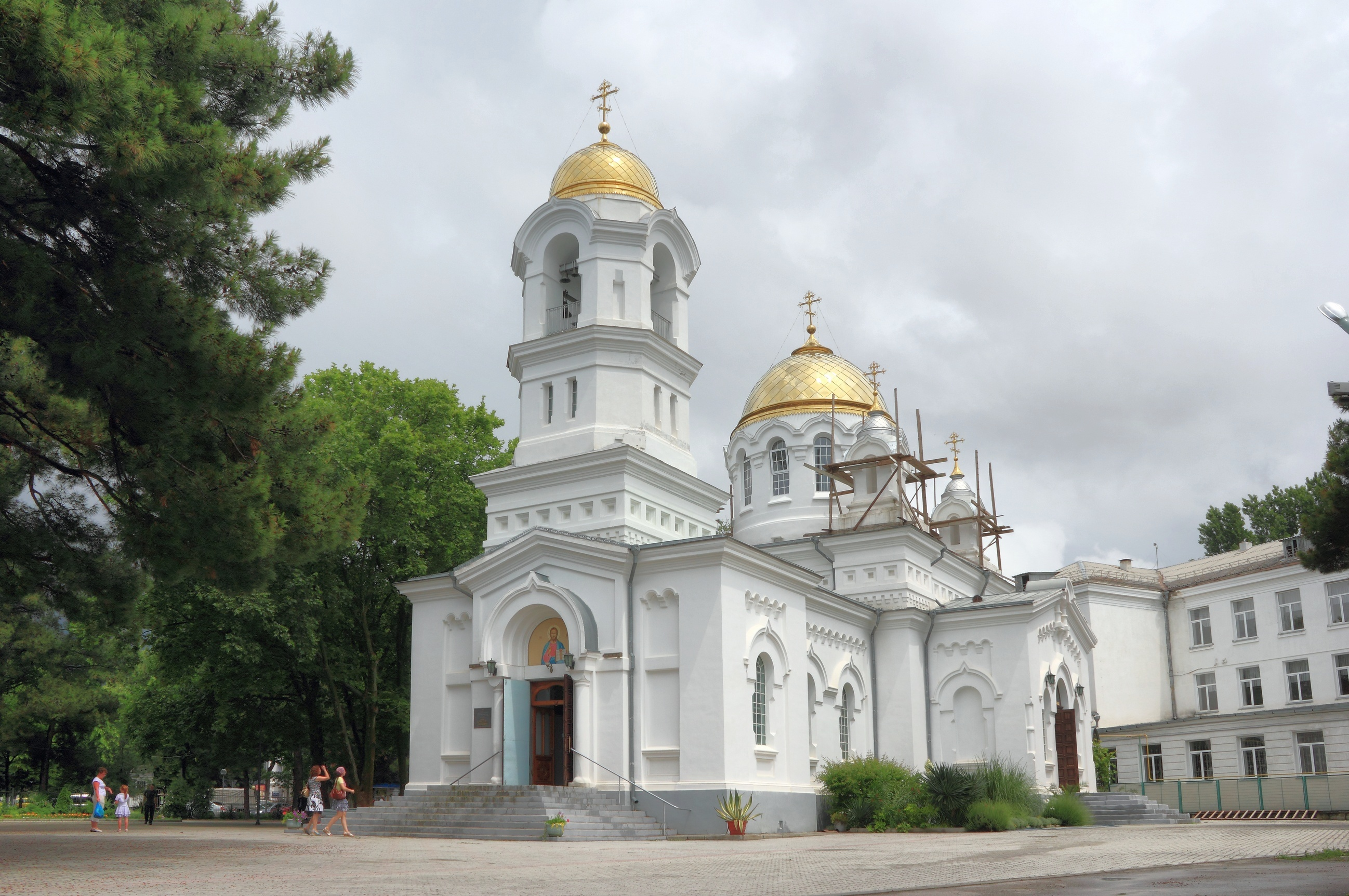
Храм Вознесения Господня

В Геленджике работают один аквапарк:
- «Золотая Бухта» — с общей площадью около 15 гектаров. Комплекс аквапарка включает 49 горок, 69 протяжённых спусков, 8 бассейнов и 10 отдельных аттракционов. Длина главного спуска — 137 метров, высота горок — до 25 метров. ;

Гидроавиасалон

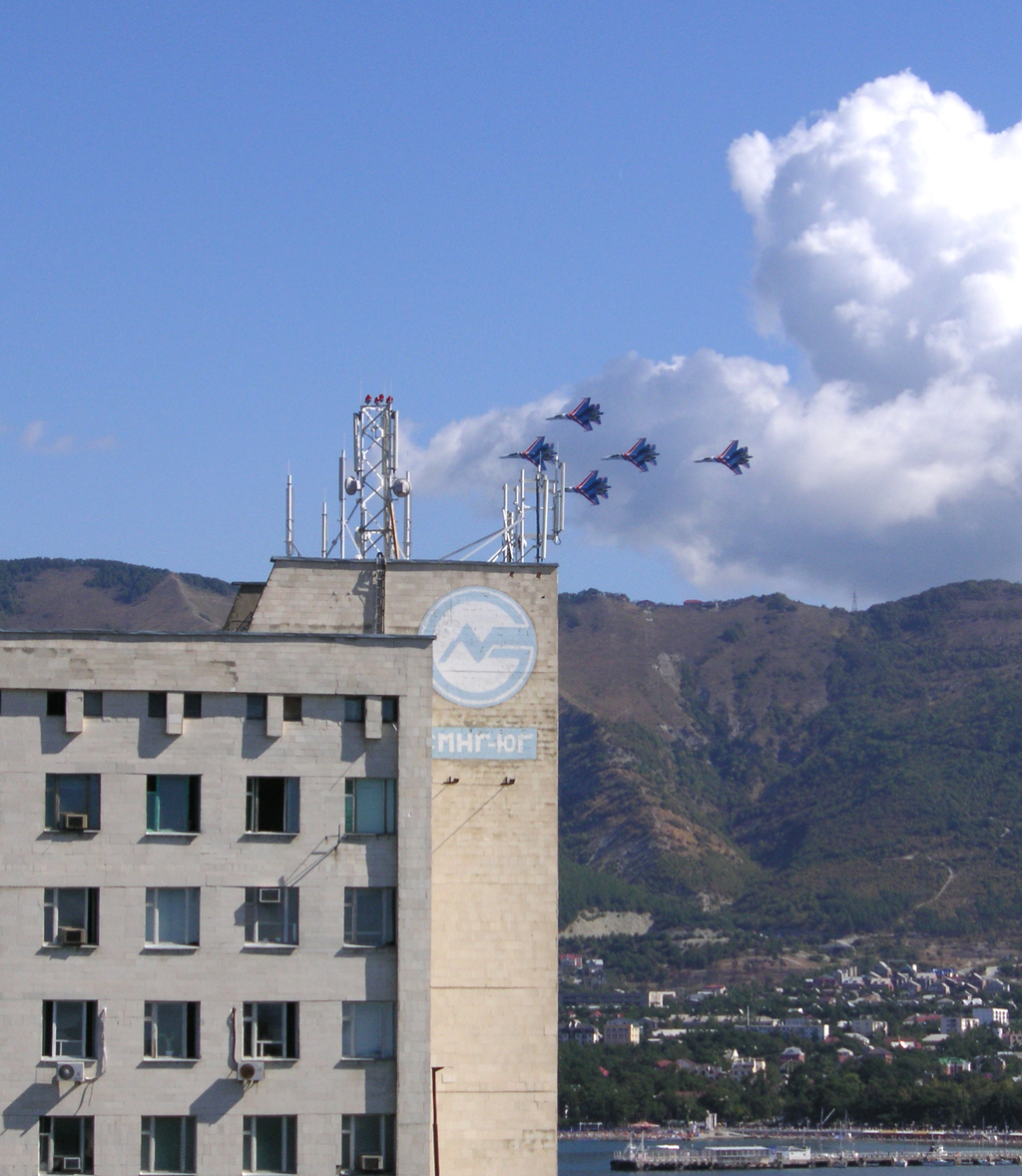
Авиационная группа высшего пилотажа «Русские витязи» в небе над Геленджиком, «Гидроавиасалон-2006»

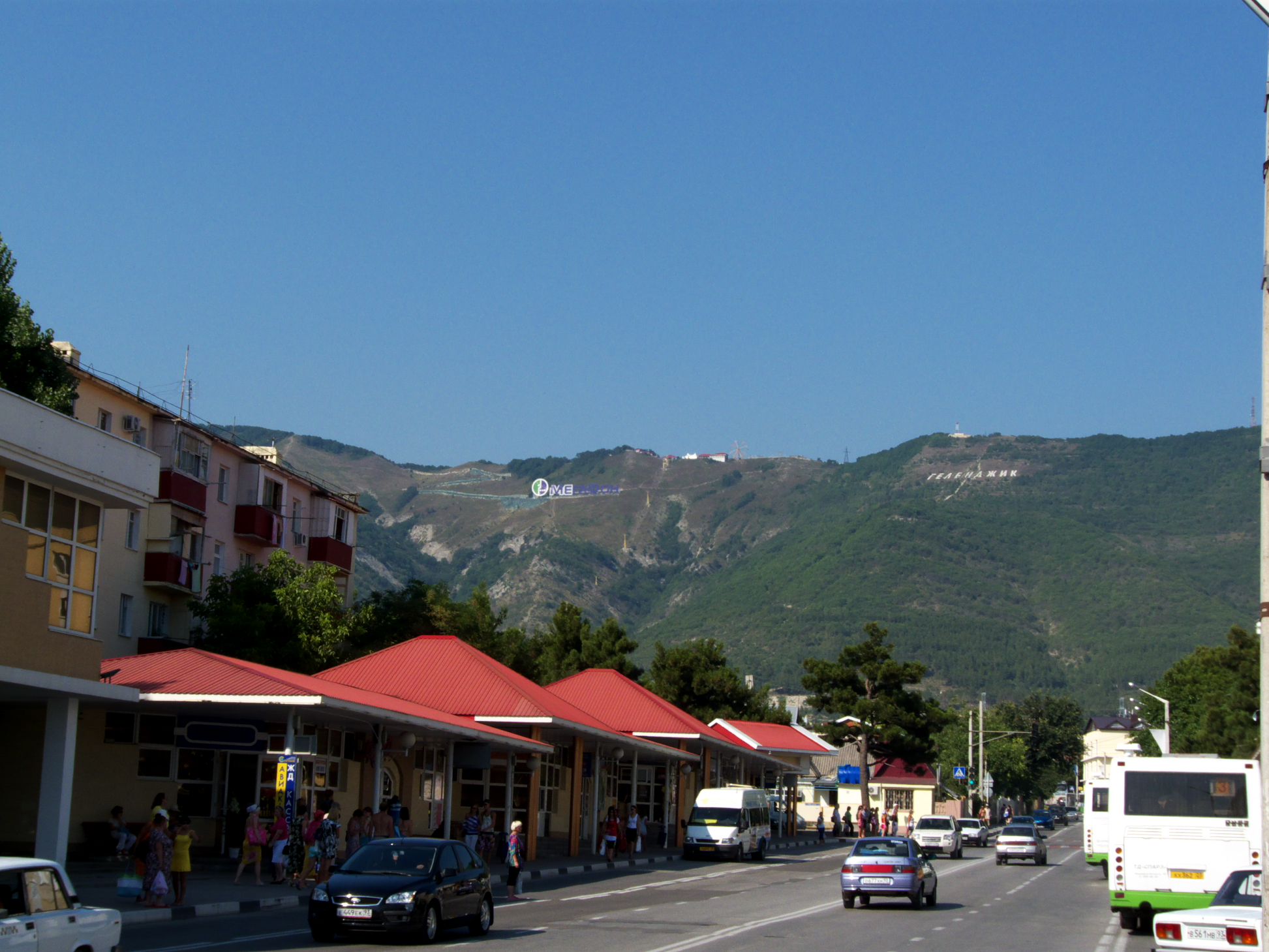
Надпись «Геленджик» на горе Маркотх

Каждый чётный год в конце сентября в Геленджике проводится Международная выставка и научная конференция по гидроавиации «Гидроавиасалон». Основной целью выставки является демонстрация авиации водного и корабельного базирования, показ перспектив её развития и возможностей применения для перевозки пассажиров и грузов, туризма, выполнения патрульных и спасательных операций на море, оказания помощи при чрезвычайных ситуациях и экологических катастрофах. Проведение международного гидроавиасалона сопровождается показательными выступлениями пилотажных групп «Стрижи» и «Русские витязи».
Другое
- Сафари-парк;
- Парк отдыха и развлечений «Олимп»;
- Парк «70 лет Победы» с мемориалом ВОВ на Тонком мысу;
- Парк сказок со скульптурами героев сказок и мультфильмов.
- Аллея цивилизаций;
- Надпись «Геленджик» на Маркотхском хребте (переделана из надписи «Ленин с нами»)[64];
- Светящяяся запись «Геленджик» длинной около 150 метров;[65]
- Бор реликтовой пицундской сосны;
- Можжевёловая реликтовая роща (к северу от Кабардинки);
- Скала Парус неподалёку от села Прасковеевка;
- Водопады реки Жане;
- Городской парк аттракционов Геленджика;
- Дольмены;
- Геленджикский дельфинарий[66];
- Тематический парк шоу и развлечений «Римская империя»[67].

В культуре
В окрестностях города снимался фильм «Грозовые ворота» (2006), а в самом городе — фильмы «День Д» (2008), «Горько!» и «Горько-2!», сериал «Ищейка» (Россия, 2016).
В ноябре 2017 года в центре города открылся Греческий культурный центр с конференц-залом, библиотекой и музейным пространством, где представлены предметы быта, иконы, а также бюсты людей, оказавших влияние на греческую культуру, науку и образование.

## Города-побратимы
Города-побратимы Геленджика, в скобках указан год подписания договора о сотрудничестве:
- Ангулем, Франция (1977);
- Хильдесхайм, Германия (1992);
- Баден, Австрия (2006);
- Калитея, Греция (2008);
- Витебск, Беларусь;
- Нетания, Израиль (2013)[70].

## Известные уроженцы
- Родившиеся в Геленджике

## Галерея

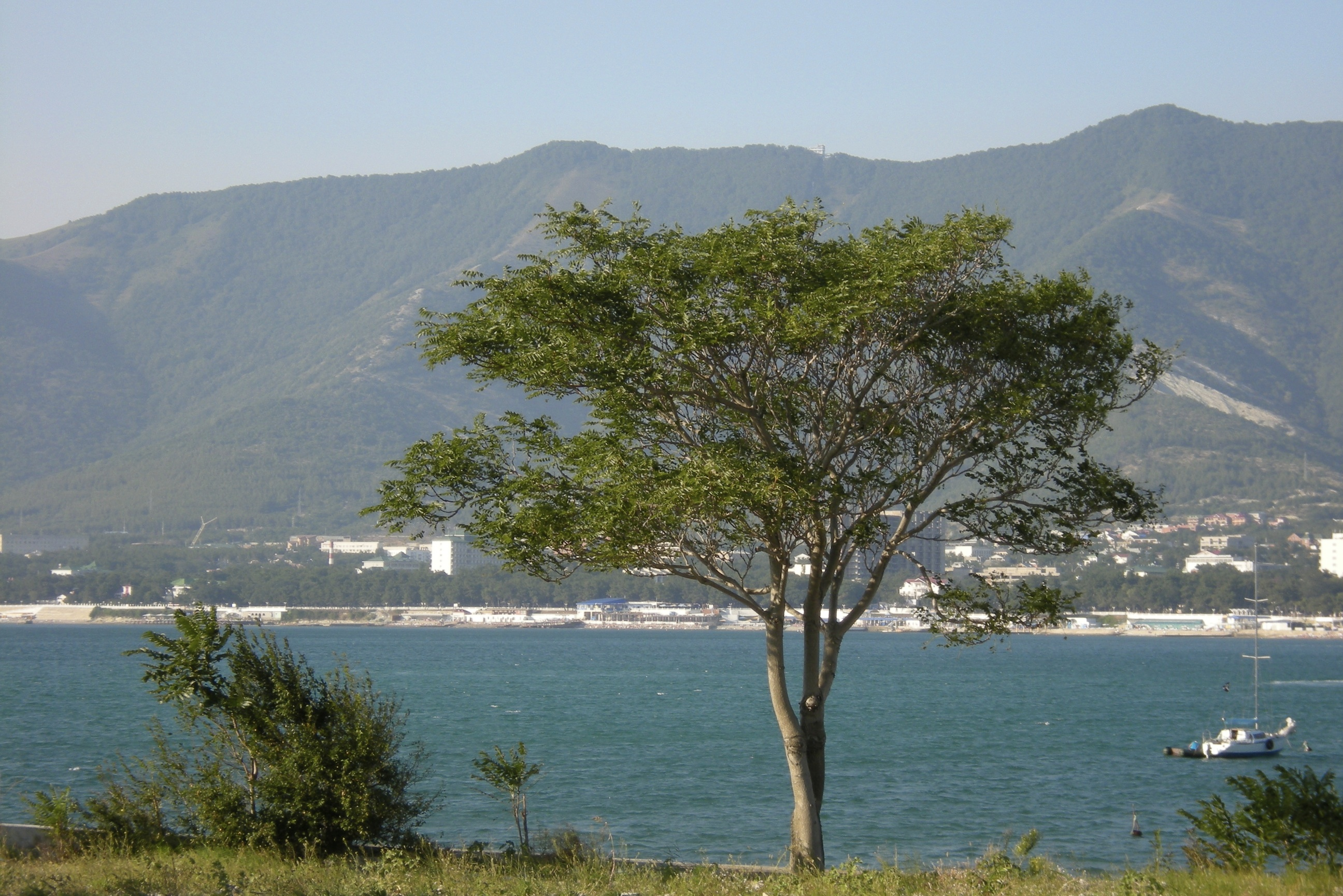
Побережье
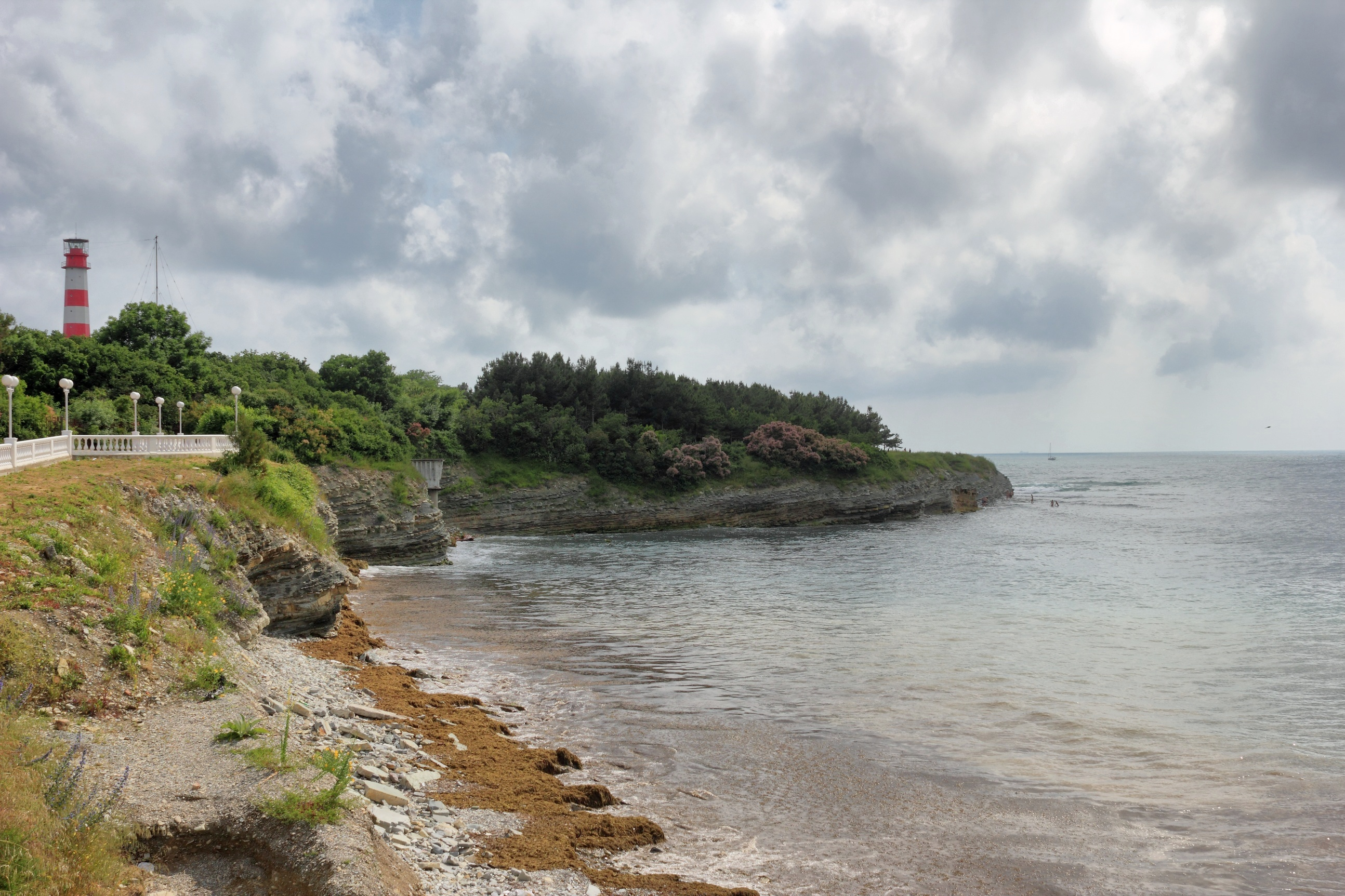
Маяк на утёсе
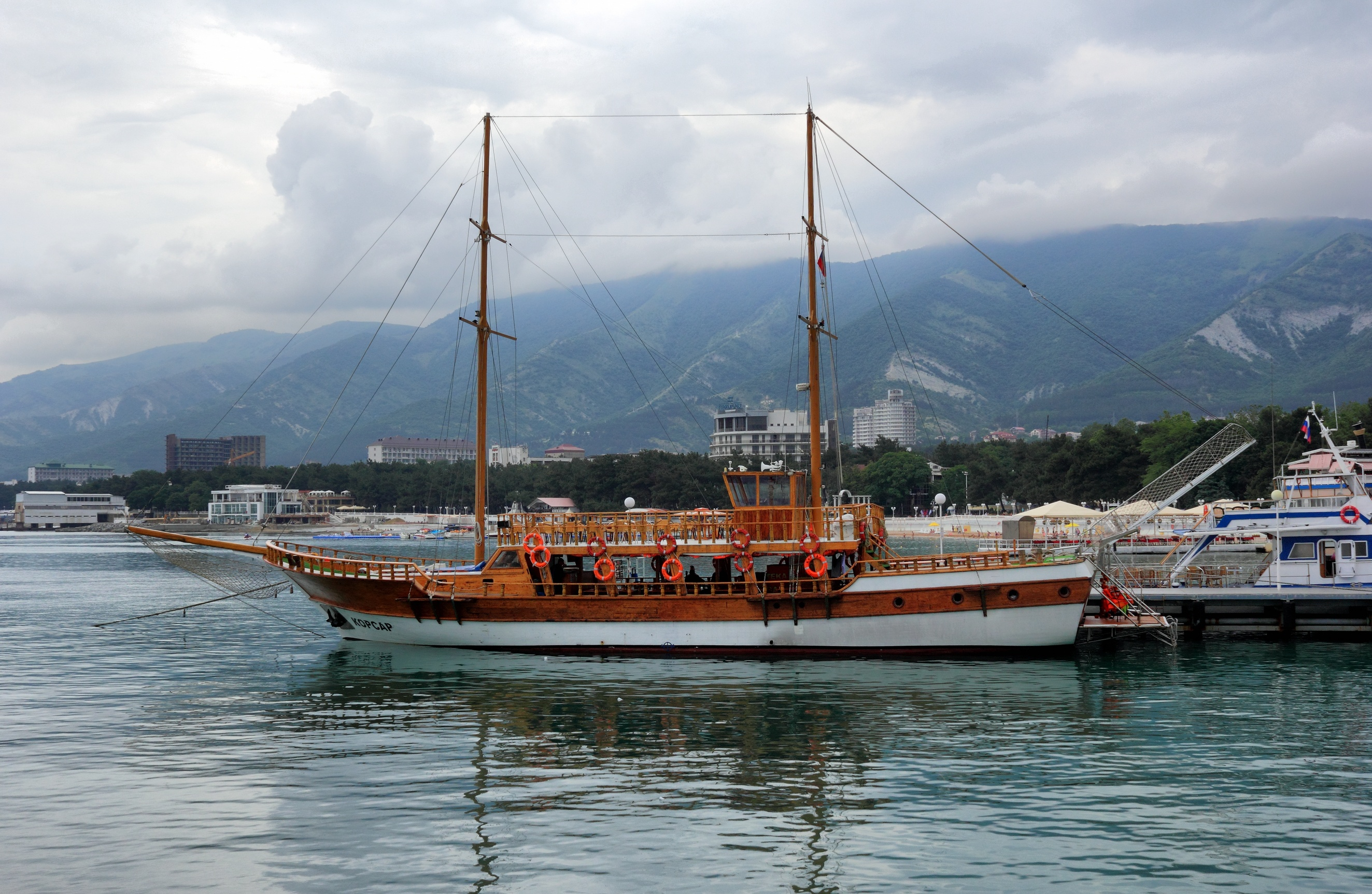
Прогулочная парусно-моторная шхуна «Корсар»
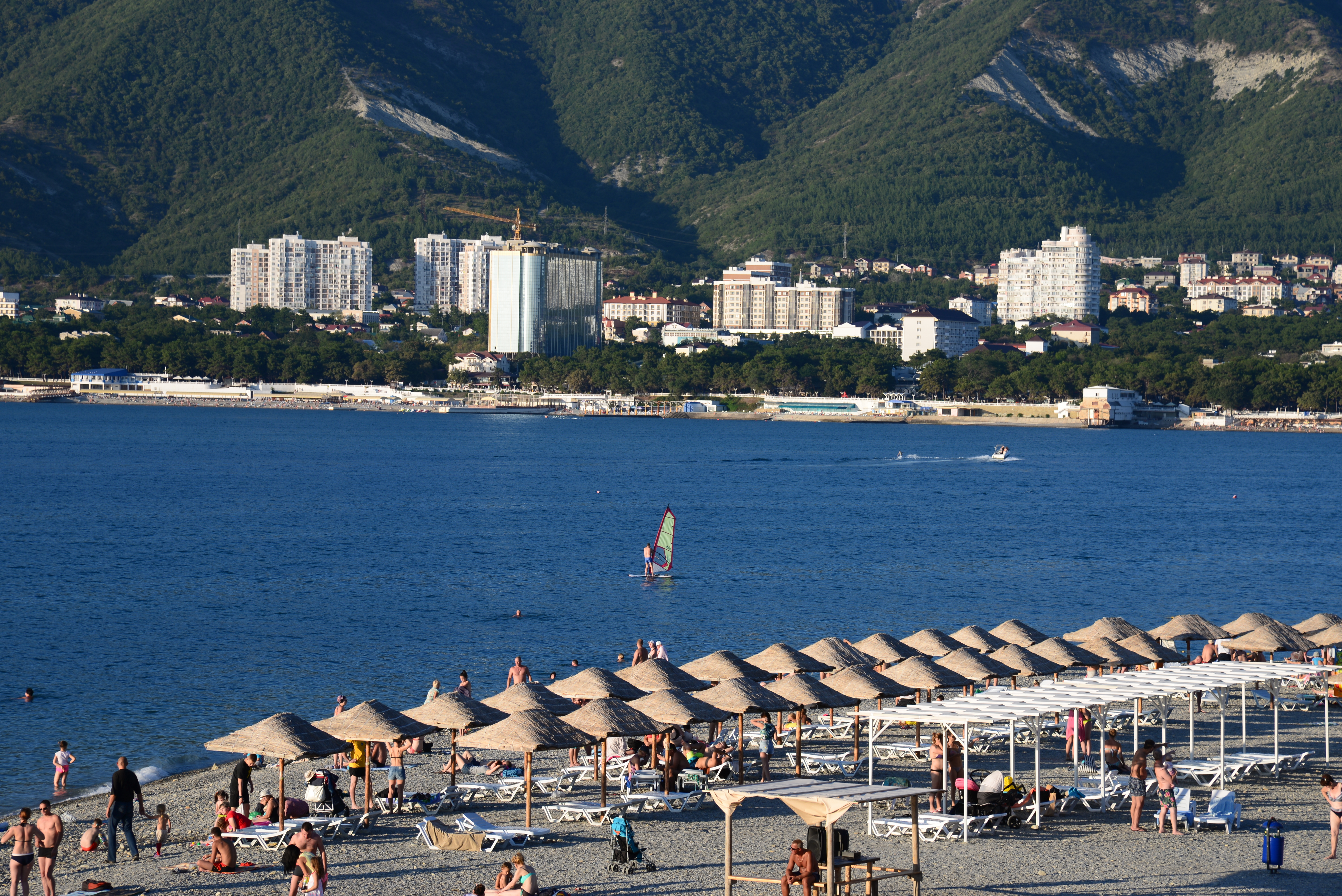
Пляжная зона Толстого мыса
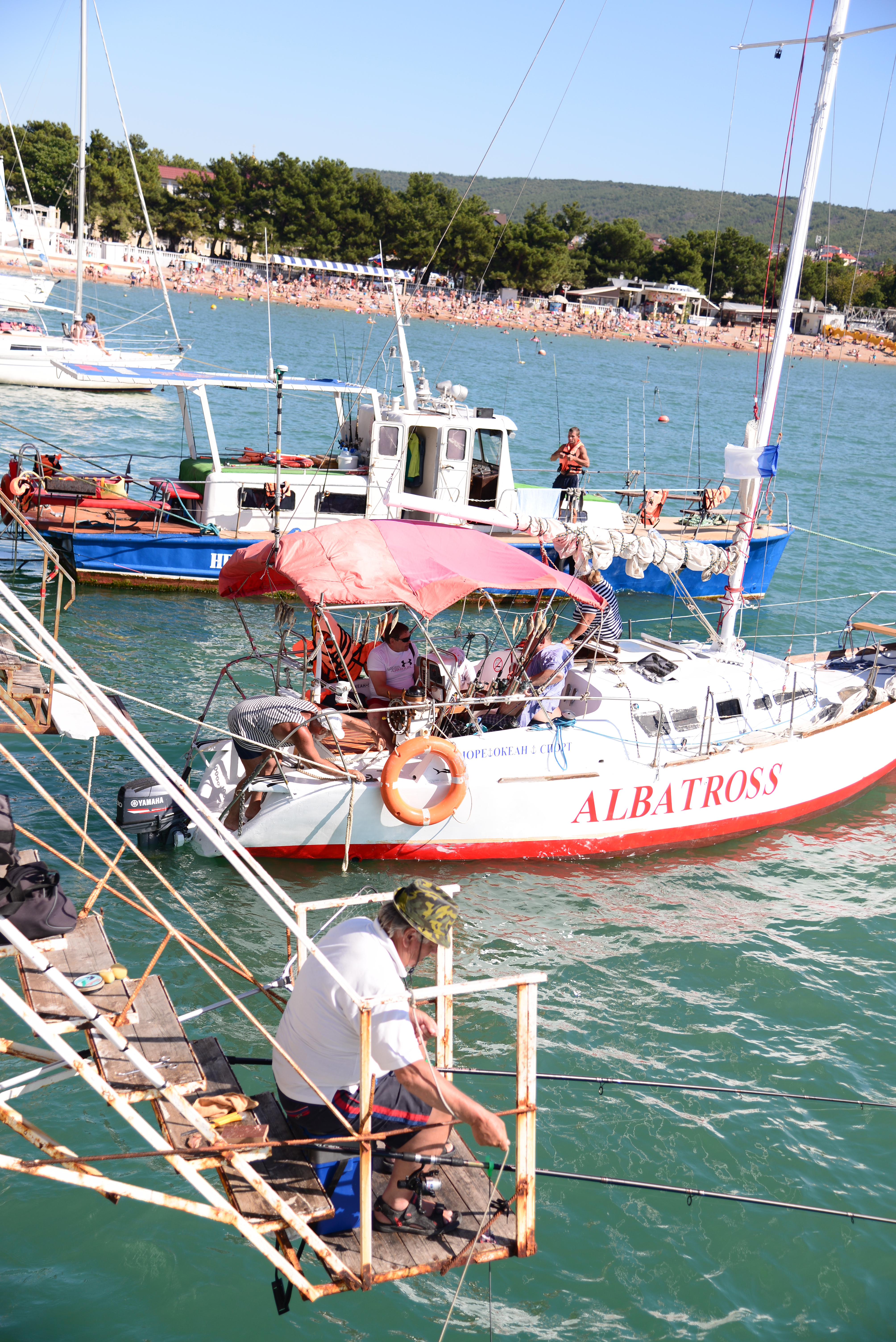
Рыбаки в Геленджикской бухте